# Isamu Sonoda
Isamu Sonoda, född den 4 november 1946 i Yanagawa, Japan, är en japansk judoutövare.
Han tog OS-guld i herrarnas mellanvikt i samband med de olympiska judotävlingarna 1976 i Montréal.